# Česká Kamenice (nádraží)
Česká Kamenice je železniční stanice v jižní části města Česká Kamenice v okrese Děčín v Ústeckém kraji nedaleko řeky Kamenice. Leží na jednokolejné neelektrizované trati Děčín–Rumburk. Ze stanice odbočuje již částečně neexistující trať Česká Kamenice – Česká Lípa, která nyní končí v Kamenickém Šenově.

## Historie
Stanice byla otevřena 16. ledna 1869 společností Česká severní dráha (BNB) na trati z Děčína do Jedlové. Stavbu trati a železničních budov prováděla firma Vojtěcha Lanny, dle typizovaného předpisu drážních budov BNB. 10. února 1886 otevřela BNB dráhu z České Kamenice do Kamenického Šenova, která byla roku 1903 prodloužena do České Lípy, kam od roku 1867 vedla dráha z Bakova nad Jizerou.
Po zestátnění BNB v roce 1908 pak obsluhovala stanici jedna společnost, Císařsko-královské státní dráhy (kkStB), po roce 1918 pak správu přebraly Československé státní dráhy.

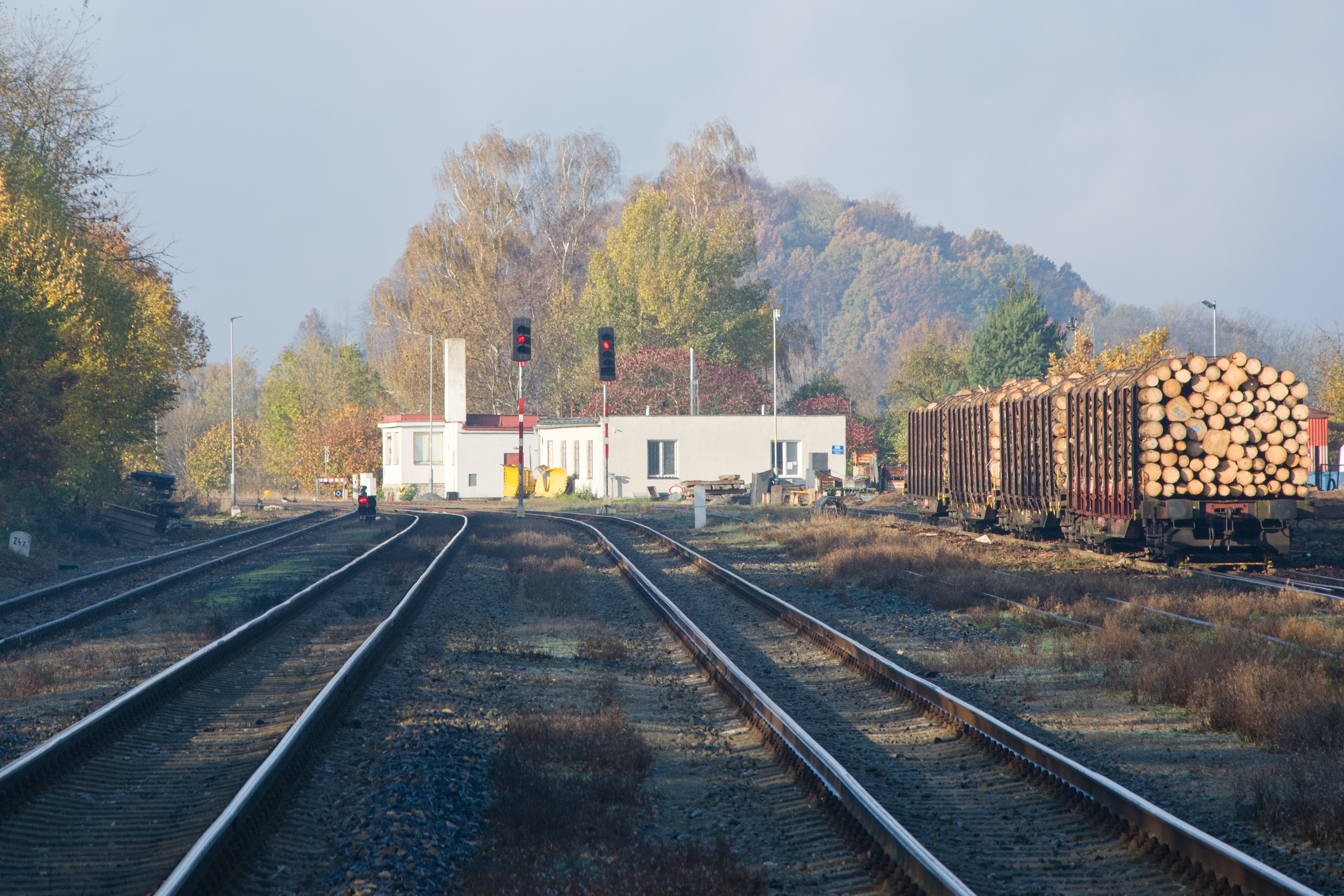
Pohled na odjezdová návěstidla směr Markvartice

## Popis
Nacházejí se zde tři nekrytá jednostranná úrovňová nástupiště, k příchodu k vlakům slouží přechody přes koleje.